# Gare de Gosha
La gare de Gosha (五社駅, Gosha-eki) est une gare ferroviaire située dans la ville de Kobe, dans la préfecture de Hyōgo au Japon. La gare est exploitée par la Kobe Electric Railway sur la ligne Sanda .

## Service des voyageurs

### Accueil
La gare de Gosha est une gare disposant d'un quai et d'une voie.

| N° de voie | Ligne   | Direction              |
| ---------- | ------- | ---------------------- |
| 1          | ▆ Sanda | Sanda                  |
| 1          | ▆ Sanda | Shinkaichi/Arima-Onsen |

### Desserte
| Kobe Electric Railway |                       |                       |                       |                      |
| Direction Sanda       | ligne Shintetsu Sanda | ligne Shintetsu Sanda | ligne Shintetsu Sanda | Direction Arimaguchi |
| Okaba KB22            |                       | Semi-Express 急行     |                       | Arimaguchi KB15      |
| Okaba KB22            |                       | Express 急行          |                       | Arimaguchi KB15      |
| Okaba KB22            |                       | Local 普通            |                       | Arimaguchi KB15      |